# Хуаньтай
Хуаньта́й (кит. упр. 桓台, пиньинь Huántái) — уезд городского округа Цзыбо провинции Шаньдун (КНР). Название уезда означает «помост Хуаня» и связано с тем, что в древние времена циский Хуань-гун разместил здесь помост для забав с лошадьми.

## История
При империи Западная Хань в 206 году до н. э. здесь был создан уезд Сиань (西安县).
При империи Сун в 1228 году был создан уезд Синьчэн (新城县).
После Синьхайской революции уезд в январе 1914 года был переименован в Эршуй (耏水县), а в апреле получил название Хуаньтай.
В 1950 году был создан Специальный район Цзыбо (淄博专区), и уезд вошёл в его состав. В 1953 году уезд был передан в состав Специального района Хуэйминь (惠民专区). В ноябре 1958 года уезд Хуаньтай был присоединён к уезду Босин, но в сентябре 1961 года воссоздан. В 1983 году уезд Хуаньтай был передан в состав городского округа Цзыбо.

## Административное деление
Уезд делится на 2 уличных комитета и 7 посёлков.